# Seznam grup ravninske simetrije
Seznam grup ravninske simetrije vsebuje razrede nezveznih ravninskih simetrijskih grup. Vsaka grupa je določena s tremi načini notacije. Te notacije so mednarodna notacija (tukaj označena kot IUC), notacija orbifold in Coxeterjeva notacija.
Uporabljajo se tri vrste grup simetrije v ravnini:
- 2 grupi rozete, ki sta dvorazsežni točkovni grupi
- 2 frizijski grupi, ki sta dvorazsežni grupi
- 17 tapetnih grup, ki so dvorazsežne prostorske grupe

## Grupa rozete
Znani sta dve družini nezveznih dvorazsežnih točkovnih grup. Določena je s parametrom n, ki predstavlja red grup rotacij.
| družina            | mednarodna notacija (notacija orbifold ) | geo | Schönflies | Coxeter | red | primer              |
| ------------------ | ---------------------------------------- | --- | ---------- | ------- | --- | ------------------- |
| ciklična simetrija | n (nn)                                   | n   | Cn         | [n]+    | n   | 5-kratno vrtenje    |
| diedrska simetrija | nm (*nn)                                 | n   | Dn         | [n]     | 2n  | 4-kratno zrcaljenje |

## Frizijske grupe
Sedem frizijskih grup, ki so dvorazsežne grupe na premici s smerjo, ki je dana s petimi imeni notacij. Schönfliesova notacija je dana z neskončno limito sedmih 7 diedrskih grup. Rumena področja predstavljajo neskončno osnovno domeno v vsaki. Enostavni primer je prikazan kot periodično tlakovanje na valju s periodičnostjo 6.
| IUC (orbifold) | geo | Schönflies | Coxeter | osnovna domena | primer |
| -------------- | --- | ---------- | ------- | -------------- | ------ |
| p1 (∞∞)        | p1  | C∞         | [∞,1]+  |                |        |
| p1m1 (*∞∞)     | p1  | C∞v        | [∞,1]   |                |        |

| IUC (orbifold) | geo  | Schönflies | Coxeter | osnovna domena | primer |
| -------------- | ---- | ---------- | ------- | -------------- | ------ |
| p11g (∞x)      | p.g1 | S2∞        | [∞+,2+] |                |        |
| p11m (∞*)      | p. 1 | C∞h        | [∞+,2]  |                |        |

| IUC (orbifold) | geo | Schönflies | Coxeter | osnovna domena | primer |
| -------------- | --- | ---------- | ------- | -------------- | ------ |
| p2 (22∞)       | p2  | D∞         | [∞,2]+  |                |        |
| p2mg (2*∞)     | p2g | D∞d        | [∞,2+]  |                |        |
| p2mm (*22∞)    | p2  | D∞h        | [∞,2]   |                |        |

## Tapetne grupe
17 tapetnih grup s končnimi osnovnimi domenami je prikazanih z mednarodno notacijo, notacijo orbifold in Coxeterjevo notacijo, razvrščene v 5 Bravaisovih mrež v ravnini: kvadrato, poševnokotno (paralelogramsko), heksagonalno (60 stopinjsko rombsko), pravokotno in centrirano pravokotno (rombsko).
Grupe p1 in p2, ki nimajo zrcalne simetrije, se ponavljajo v vseh razredih. Podobna zrcalna Coxeterjeva grupa je podana v vseh razredih razen v nagnjenih.
| IUC (orbifold)   | Coxeter      | osnovna domena |
| ---------------- | ------------ | -------------- |
| p1 (o)           | p1 [∞+,2,∞+] |                |
| p2 (2222)        | p2 [1+,4,4]+ |                |
| p2gg pgg (22x)   | pg2g [4+,4+] |                |
| p2mm pmm (*2222) | p2 [1+,4,4]  |                |
| c2mm cmm (2*22)  | c2 [[4+,4+]] |                |
| p4 (442)         | p4 [4,4]+    |                |
| p4gm p4g (4*2)   | pg4 [4+,4]   |                |
| p4mm p4m (*442)  | p4 [4,4]     |                |

| p1 (o)    | p1 [∞+,2,∞+] |  |
| p2 (2222) | p2 [∞,2,∞]+  |  |

| IUC (orbifold)  | Coxeter      | osnovna domena |
| --------------- | ------------ | -------------- |
| p1 (o)          | p1 [∞+,2,∞+] |                |
| p2 (2222)       | p2 [∞,2,∞]+  |                |
| p3 (333)        | p3 [1+,6,3+] |                |
| p3m1 (*333)     | p3 [1+,6,3]  |                |
| p31m (3*3)      | h3 [6,3+]    |                |
| c2mm cmm (2*22) | c2 [∞,2+,∞]  |                |
| p6 (632)        | p6 [6,3]+    |                |
| p6mm p6m (*632) | p6 [6,3]     |                |

| p3 (333)        | p3 [3[3]]+    |  |
| p3m1 (*333)     | p3 [3[3]]     |  |
| p31m (3*3)      | h3 [3[3[3]]+] |  |
| p6 (632)        | p6 [3[3[3]]]+ |  |
| p6mm p6m (*632) | p6 [3[3[3]]]  |  |

| IUC (orbifold)   | Coxeter            | osnovna domena |
| ---------------- | ------------------ | -------------- |
| p1 (o)           | p1 [∞+,2,∞+]       |                |
| p2 (2222)        | p2 [∞,2,∞]+        |                |
| p11g pg(h) (xx)  | pg1 h: [∞+,(2,∞)+] |                |
| p1g1 pg(v) (xx)  | pg1 v: [(∞,2)+,∞+] |                |
| p2gm pgm (22*)   | pg2 h: [(∞,2)+,∞]  |                |
| p2mg pmg (22*)   | pg2 v: [∞,(2,∞)+]  |                |
| p11m pm(h) (**)  | p1 h: [∞+,2,∞]     |                |
| p1m1 pm(v) (**)  | p1 v: [∞,2,∞+]     |                |
| p2mm pmm (*2222) | p2 [∞,2,∞]         |                |

| p1 (o)          | p1 [∞+,2,∞+]    |  |
| p2 (2222)       | p2 [∞,2,∞]+     |  |
| c11m cm(h) (*x) | c1 h: [∞+,2+,∞] |  |
| c1m1 cm(v) (*x) | c1 v: [∞,2+,∞+] |  |
| p2gg pgg (22x)  | pg2g [∞+,2+,∞+] |  |
| c2mm cmm (2*22) | c2 [∞,2+,∞]     |  |